# Hasani Hennis
Pour les articles homonymes, voir Hennis.
Hasani Hennis, né en 1997 à Blowing Point, est un coureur cycliste anguillais.

## Biographie
Hasani Hennis commence le cyclisme à l'âge de dix ans avec un vieux BMX.
En 2018, il représente son pays lors des Jeux du Commonwealth, disputés en Australie. L'année suivante, il devient le premier cycliste anguillais à prendre le départ d'une édition des championnats du monde, toutes catégories confondues,. Il se classe également troisième du championnat des Caraïbes du contre-la-montre. 
Depuis 2021, il évolue sur le circuit américain. Il continue toutefois de représenter son pays lors des événements internationaux. Le 15 aout 2021, il réalise une performance historique pour Anguilla en terminant neuvième du championnat panaméricain en ligne, à Saint-Domingue. Il participe ensuite aux Jeux du Commonwealth de 2022, puis aux championnats du monde élites en 2023. 

## Palmarès et résultats

### Par année
- 2018
  - John T. Memorial Cycle Race[4]
- 2019
  - John T. Memorial Cycle Race
  - 1re étape de la 3 Stage Race (contre-la-montre)
  - 3e étape du Tour de Tobago
  - 2e de la 3 Stage Race[5]
  -  Médaillé de bronze du championnat des Caraïbes du contre-la-montre
  -  Médaillé de bronze du championnat des Caraïbes du contre-la-montre espoirs
- 2021
  - 9e du championnat panaméricain sur route
- 2022
  - Holy Saturday Cross Country Cycling Classic
- 2023
  - Jamaican Cycling Classic :
    - Classement général
    - 1re et 2e étapes

  - 3e étape du Tour of Tobago

### Classements mondiaux
| Année            | 2021 |
| ---------------- | ---- |
| UCI America Tour | 68e  |